# Avon Championships of Kansas 1982 - Doppio
Il doppio del torneo di tennis Avon Championships of Kansas 1982, facente parte del WTA Tour 1982, ha avuto come vincitrici Barbara Potter e Sharon Walsh-Pete che hanno battuto in finale Mary Lou Daniels e Anne Smith 4-6, 6-2, 6-2.

## Teste di serie
1. Sue Barker /  Ann Kiyomura-Hayashi (semifinali)

1. Rosie Casals /  Martina Navrátilová (semifinali)

## Tabellone

### Legenda
| - Q = Qualificato - WC = Wild card - LL = Lucky loser | - ALT = Alternate - SE = Special Exempt - PR = Protected Ranking | - w/o = Walkover - r = Ritirato - d = Squalificato |

|  | Quarti di finale                 | Quarti di finale                 | Quarti di finale                 | Quarti di finale | Quarti di finale |  |  | Semifinali                       | Semifinali                       | Semifinali                       | Semifinali                       | Semifinali |   |   | Finale                      | Finale                      | Finale | Finale | Finale |  |
|  |                                  |                                  |                                  |                  |                  |  |  |                                  |                                  |                                  |                                  |            |   |   |                             |                             |        |        |        |  |
|  | 1                                | Sue Barker Ann Kiyomura-Hayashi  | Sue Barker Ann Kiyomura-Hayashi  | 6                | 6                |  |  |                                  |                                  |                                  |                                  |            |   |   |                             |                             |        |        |        |  |
|  |                                  | Eva Pfaff Virginia Ruzici        | Eva Pfaff Virginia Ruzici        | 4                | 3                |  |  | Sue Barker Ann Kiyomura-Hayashi  | Sue Barker Ann Kiyomura-Hayashi  | Sue Barker Ann Kiyomura-Hayashi  | 6                                | 2          |   |   |                             |                             |        |        |        |  |
|  | Mary Lou Daniels Anne Smith      | Mary Lou Daniels Anne Smith      | Mary Lou Daniels Anne Smith      | 6                | 6                |  |  | Mary Lou Daniels Anne Smith      | Mary Lou Daniels Anne Smith      | Mary Lou Daniels Anne Smith      | 7                                | 6          |   |   |                             |                             |        |        |        |  |
|  | Sandy Collins Patrícia Medrado   | Sandy Collins Patrícia Medrado   | Sandy Collins Patrícia Medrado   | 2                | 3                |  |  |                                  |                                  |                                  |                                  |            |   |   | Mary Lou Daniels Anne Smith | Mary Lou Daniels Anne Smith | 6      | 2      | 2      |  |
|  | Barbara Potter Sharon Walsh-Pete | Barbara Potter Sharon Walsh-Pete | 6                                | 3                | 6                |  |  |                                  |                                  | Barbara Potter Sharon Walsh-Pete | Barbara Potter Sharon Walsh-Pete | 4          | 6 | 6 |                             |                             |        |        |        |  |
|  | Leslie Allen Mima Jaušovec       | Leslie Allen Mima Jaušovec       | 3                                | 6                | 1                |  |  | Barbara Potter Sharon Walsh-Pete | Barbara Potter Sharon Walsh-Pete | Barbara Potter Sharon Walsh-Pete | 7                                | 7          |   |   |                             |                             |        |        |        |  |
|  | 2                                | Rosie Casals Martina Navrátilová | Rosie Casals Martina Navrátilová | 6                | 6                |  |  | Rosie Casals Martina Navrátilová | Rosie Casals Martina Navrátilová | Rosie Casals Martina Navrátilová | 6                                | 6          |   |   |                             |                             |        |        |        |  |
|  |                                  | Rosalyn Nideffer Bonnie Gadusek  | Rosalyn Nideffer Bonnie Gadusek  | 4                | 4                |  |  |                                  |                                  |                                  |                                  |            |   |   |                             |                             |        |        |        |  |